# In therapie
In therapie is een Nederlandse dramaserie over psychotherapie die in de zomer van 2010 voor het eerst werd uitgezonden op Nederland 2 door de NCRV.

## Achtergrond
De televisieserie is, net zoals de Amerikaanse serie In Treatment, gebaseerd op de Israëlische serie Be Tipul. Uniek aan de Nederlandse versie is de inzet van sociale media als Twitter, Facebook en Hyves. De karakters zijn ook via deze media te volgen en het is mogelijk internetvrienden met ze worden. In het eerste seizoen was Jacob Derwig de therapeut om wie de serie draaide. In het tweede seizoen werd Peter Blok als therapeut het centrale personage en werd Jacob Derwig, als gewezen therapeut, een van zijn patiënten. Elke dag van de week is gewijd aan één patiënt.

## Verhaal (eerste seizoen)
Paul is een geprezen psychotherapeut met wie het niet goed gaat. Zijn huwelijk van zeventien jaar met Karen staat op springen en met zijn dochter Roos heeft hij nauwelijks contact. Hij probeert zijn chaotische leven onder controle te houden door aan zijn reputatie te werken, maar dit blijkt geen gemakkelijke taak. Aan zijn supervisor Mira geeft hij toe dat hij niet graag meer naar zijn werk gaat; al legt hij de schuld hiervan deels bij zijn patiënten. Op maandag ontvangt hij de arts Lara, die na meer dan een jaar therapie toegeeft verliefd op hem te zijn. Voor dinsdag en woensdag staan er nieuwe patiënten op het schema: dinsdags spreekt hij met een arrogante luchtmachtpiloot die naar eigen zeggen de dood in de ogen heeft gezien, en woensdags heeft Paul een sessie met Sophie, een schoolgenoot van zijn dochter van wie wordt vermoed dat ze suïcidaal is. De laatste patiënten die hij spreekt, op donderdag, is een stel met relatieproblemen. De vrouw, Aya, wil ondanks dat ze vijf jaar lang erover heeft gedaan om zwanger te raken, een abortus.

## Rolbezetting

### Eerste seizoen
- Jacob Derwig als Paul Westervoort, psychotherapeut
- Kim van Kooten als Karen Westervoort, vrouw van Paul
- Halina Reijn als Lara Verduyn
- Dragan Bakema als Aron Prins
- Gaite Jansen als Sophie van den Brink, turnster
- Frederik Brom als Michel Muijs
- Carice van Houten als Aya van Lynden
- Elsie de Brauw als Mira Zandvoort
- Ariane Schluter als Anna van den Brink, moeder van Sophie
- Denise Rebergen als Roos Westervoort, dochter van...
- Morris van der Linden als Max Westervoort, zoon van...

### Tweede seizoen
- Peter Blok als Jonathan Franke, psychotherapeut
- Jacob Derwig als Paul Westervoort, voormalig psychotherapeut
- Jamie Grant als Sascha Blauw
- Daan Stoevelaar als Olivier van Oudshoorn
- Jaap Spijkers als Simon van Oudshoorn
- Anneke Blok als Juliette Bastiaans
- Jeroen Krabbé als Wouter den Arend
- Monic Hendrickx als Marit Kroon
- Edwin de Vries als Levi Prins, de vader van Aron Prins uit seizoen 1
- Joop Keesmaat als voorzitter van de schorsingscommissie
- Eva Marie de Waal als Nathalie den Arend
- Elsie de Brauw als Mira Zandvoort
- Eva Duijvestein als Lizzy van Veen-Smit

## Productie

### Preproductie
De televisieserie is een letterlijke remake van de Israëlische serie. De rechten voor een Nederlandse bewerking werden verworven door producent Alain de Levita, volgens wie de belangstelling onmiddellijk groot was bij de NCRV. Met de serie wilde De Levita vooroordelen over psychotherapie uit de weg ruimen, maar tegelijkertijd wilde hij er geen reclame voor maken. "Een spannend drama leveren" stond op de eerste plaats.
In het tweede seizoen speelt Peter Blok de hoofdrol van psychotherapeut.

### Casting en opnames
De Levita vertelde in een interview dat de casting zeer soepel verliep: "Het zoemde meteen rond in de acteurswereld dat wij hiermee bezig waren. Sommigen meldden zich spontaan aan." Uiteindelijk kon hij op verscheidene grote namen rekenen, volgens hem door het "hogeschoolniveau dat deze serie verlangt". Ter voorbereiding spraken de acteurs over hun eigen ervaringen met therapie.

### Postproductie
Naast de afleveringen op televisie kunnen kijkers verschillende personages volgen via een eigen account op Hyves, Twitter en Facebook. Alle social-mediatoepassingen zijn te vinden op www.intherapie.tv.

### Afleveringen

#### Seizoen 1
| Nr. | Titel         | Uitzenddatum (NCRV) | Kijkcijfers |
| --- | ------------- | ------------------- | ----------- |
| 1   | Lara          | 26 juli 2010        | 518.000     |
| 2   | Aron          | 27 juli 2010        | 357.000     |
| 3   | Sophie        | 28 juli 2010        | 462.000     |
| 4   | Aya en Michel | 29 juli 2010        | 532.000     |
| 5   | Paul          | 30 juli 2010        | 412.000     |
| 6   | Lara          | 2 augustus 2010     | 449.000     |
| 7   | Aron          | 3 augustus 2010     | 380.000     |
| 8   | Sophie        | 4 augustus 201      | 469.000     |
| 9   | Aya en Michel | 5 augustus 2010     | 395.000     |
| 10  | Paul          | 6 augustus 2010     | 348.000     |
| 11  | Lara          | 9 augustus 2010     | 399.000     |
| 12  | Aron          | 10 augustus 2010    | 352.000     |
| 13  | Sophie        | 11 augustus 2010    | 366.000     |
| 14  | Aya en Michel | 12 augustus 2010    | 451.000     |
| 15  | Paul          | 13 augustus 2010    | 454.000     |
| 16  | Lara          | 16 augustus 2010    | 483.000     |
| 17  | Aron          | 17 augustus 2010    | 325.000     |
| 18  | Sophie        | 18 augustus 2010    | 326.000     |
| 19  | Aya en Michel | 19 augustus 2010    | 405.000     |
| 20  | Paul          | 20 augustus 2010    | 383.000     |
| 21  | Lara          | 23 augustus 2010    | 345.000     |
| 22  | Aron          | 24 augustus 2010    | 403.000     |
| 23  | Sophie        | 25 augustus 2010    | 402.000     |
| 24  | Aya en Michel | 26 augustus 2010    | 493.000     |
| 25  | Paul          | 27 augustus 2010    | 396.000     |
| 26  | Lara          | 30 augustus 2010    | 454.000     |
| 27  | Aron          | 31 augustus 2010    | 383.000     |
| 28  | Sophie        | 1 september 2010    | 400.000     |
| 29  | Aya en Michel | 2 september 2010    | 439.000     |
| 30  | Paul          | 3 september 2010    | 417.000     |

#### Seizoen 2
| Nr. | Titel   | Uitzenddatum (NCRV) | Kijkcijfers |
| --- | ------- | ------------------- | ----------- |
| 1   | Paul    | 25 juli 2011        | 422.000     |
| 2   | Sascha  | 26 juli 2011        | 480.000     |
| 3   | Olivier | 27 juli 2011        | 357.000     |
| 4   | Wouter  | 28 juli 2011        | 508.000     |
| 5   | Marit   | 29 juli 2011        | 439.000     |
| 6   | Paul    | 1 augustus 2011     | 393.000     |
| 7   | Sascha  | 2 augustus 2011     | 404.000     |
| 8   | Olivier | 3 augustus 2011     | 334.000     |
| 9   | Wouter  | 4 augustus 2011     | 483.000     |
| 10  | Marit   | 5 augustus 2011     | 409.000     |
| 11  | Paul    | 8 augustus 2011     | 453.000     |
| 12  | Sascha  | 9 augustus 2011     | 374.000     |
| 13  | Olivier | 10 augustus 2011    | 383.000     |
| 14  | Wouter  | 11 augustus 2011    | 407.000     |
| 15  | Marit   | 12 augustus 2011    | 265.000     |
| 16  | Paul    | 15 augustus 2011    | 321.000     |
| 17  | Sascha  | 16 augustus 2011    | 317.000     |
| 18  | Olivier | 17 augustus 2011    | 305.000     |
| 19  | Wouter  | 18 augustus 2011    | 318.000     |
| 20  | Marit   | 19 augustus 2011    | 217.000     |
| 21  | Paul    | 22 augustus 2011    | 276.000     |
| 22  | Sascha  | 23 augustus 2011    | 284.000     |
| 23  | Olivier | 24 augustus 2011    | 283.000     |
| 24  | Wouter  | 25 augustus 2011    | 387.000     |
| 25  | Marit   | 26 augustus 2011    | 259.000     |
| 26  | Paul    | 29 augustus 2011    | 359.000     |
| 27  | Sascha  | 30 augustus 2011    | 345.000     |
| 28  | Olivier | 31 augustus 2011    | 426.000     |
| 29  | Wouter  | 1 september 2011    | 363.000     |
| 30  | Marit   | 2 september 2011    | 254.000     |